# 1950 aux États-Unis
Pour des articles plus généraux, voir Chronologie des États-Unis et 1950.
Chronologie des États-Unis
- 1946
- 1947
- 1948
- 1949
- 1950
- 1951
- 1952
- 1953
- 1954

Cette page concerne des événements d'actualité qui se sont produits durant l'année 1950 du calendrier grégorien aux États-Unis.

## Gouvernement
- Président : Harry S. Truman
- Vice-président :
- Secrétaire d'État :
- Chambre des représentants - Président

## Événements
- 17 janvier : échouement de l'USS Missouri. Le cuirassé restera coincé pendant plus de deux semaines, en dépit de plusieurs tentatives de remorquage, avant d'être libéré du sable. Le tribunal maritime conclura à la négligence des officiers supérieurs, parmi eux le capitaine Brown, héros de la Guerre du Pacifique.

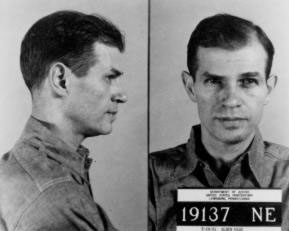
21 janvier : condamnation d’Alger Hiss.

- 21 janvier : condamnation contestée du président de la Dotation Carnegie pour la Paix Internationale, Alger Hiss, accusé en 1948 d’avoir transmis des documents secrets aux Soviétiques à l’époque du New Deal[1].
- 31 janvier : le président américain Harry Truman ordonne à la commission à l'énergie atomique (Atomic Energy Commission) de construire une bombe H (à hydrogène).
- 9 février : premières accusations du sénateur du Wisconsin Joseph McCarthy, accusant dans un discours le département d'État d'être infiltré par 205 communistes. C’est le début de la « chasse aux sorcières ».
- 1er avril : L'Etat fédéral lance une opération de recensement de la population des États-Unis. Le pays compte alors 150 697 361 habitants et a crû de 15 % en 10 ans.
- 14 avril : Truman approuve les recommandations du rapport « NSC-68 » du Conseil National de Sécurité prônant une croissance très marquée des dépenses militaires.
- 12 mai : arrestation de Eugene Dennis, secrétaire général du Parti communiste des États-Unis[2].
- 25 juin : invasion militaire de la Corée du Sud (américain) par la Corée du Nord (soviétique). Les États-Unis et leurs alliés sont pris de court par l'attaque.
- 27 juin : Les États-Unis, profitant de l’absence de l'URSS, font approuver par l'ONU une résolution autorisant une intervention militaire en Corée. La 8e armée chargée de l'occupation militaire du Japon, est envoyée en appui de l'armée Sud-coréenne dans le sud du pays. Truman ordonne à la 7e flotte de protéger Taiwan. 80 000 hommes débarquent en Corée.
- 1er juillet : Excess profits tax. Création de nouvelles taxes sur le profit des entreprises.
- 4 juillet : Bataille d'Osan. Premier affrontement terrestre en Corée entre l'armée américaine et nord-coréenne. Elle se solde par une défaite militaire, de lourdes pertes humaines et matériels et un repli en désordre des forces US.
- 17 juillet : accusé d’espionnage au profit de l’URSS, l’ingénieur électricien Julius Rosenberg est arrêté. Sa femme Ethel est également arrêtée le 11 août[3].
- 10 août : déploiement de forces aéronavales près des côtes coréennes. Commencement des bombardements aériens américains sur la péninsule.
- 8 septembre : Defense Production Act.
  - Accroissement de l'engagement militaire des États-Unis. Retour du contrôle gouvernemental sur les prix et les salaires, qui sont gelés. Hausse des dépenses militaires. Hausse de la fiscalité. Retour d'une économie de guerre dirigiste et planifiée. Le gouvernement fédéral passe d'importantes commandes aux entreprises américaines pour renouveler le matériel militaire datant de la Seconde Guerre mondiale (mise en chantier de porte-avions géants, investissements doublés dans la recherche militaire, production massive de blindés et accroissement du nombre de bombardiers de l'US Air Force). Hausse de la croissance et baisse du chômage.
  - Création du Military Assistance Advisory Group, chargée de recentrer une partie de l'aide militaire américaine sur la lutte contre le communisme. Crédit de 10 millions de dollars destiné à l'armée française engagé dans la guerre d'Indochine.
- 12 septembre : 
  - le Congrès vote le McCarran Act, destiné à mettre hors-la-loi le Parti communiste des États-Unis[4].
  - le général Marshall est nommé secrétaire à la Défense
- 15 septembre : le général MacArthur fait débarquer les marines à l'ouest de la Corée pour prendre de revers l'armée nord-coréenne engagée au sud : bataille d'Incheon.
- 22 septembre : véto de Truman au McCarran Internal Security Act.
- 23 septembre : Revenue Act. Abrogation du Revenue Act voté en 1948. Suppression de nombreuses déductions fiscales sur l'impôt sur le revenu et hausse de l'impôt sur les sociétés qui passe à 38 à 45 %.
- 26 septembre : bataille de Séoul, l'armée américaine parvient à reprendre Séoul aux Nord-coréens
- 2 octobere : La bande dessinée Peanuts de Charles M. Schulz est publiée pour la première fois dans sept journaux américains.

## Économie et société
- Le réarmement du pays permet de faire diminuer le nombre de sans-emploi. 5,3 % de chômeurs.
- Forte hausse des dépenses militaires passant de 4,8 à 13,5 % du PIB entre 1950 et 1953[5]. Les effectifs militaires, après la forte démobilisation du pays, remontent à 3,5 millions d'hommes.
- 1,4 % d'inflation
- 200 000 hommes présents en Corée à la fin de l'année. 1,5 million d'hommes sous les drapeaux